# Europäisches Olympisches Winter-Jugendfestival 2021/Eishockey
Beim Europäischen Olympischen Winter-Jugendfestival 2021 fanden zwei Wettbewerbe im Eishockey statt. Ausgetragen wurden die Wettkämpfe in der Kajaanin jäähalli in Kajaani.

## Bilanz

### Medaillenspiegel
| Platz  | Land       | Gold | Silber | Bronze | Gesamt |
| ------ | ---------- | ---- | ------ | ------ | ------ |
| 1      | Finnland   | 1    | –      | 1      | 2      |
| 2      | Tschechien | 1    | –      | –      | 1      |
| 3      | Belarus    | –    | 1      | –      | 1      |
| 3      | Schweden   | –    | 1      | –      | 1      |
| 5      | Russland   | –    | –      | 1      | 1      |
| Gesamt | Gesamt     | 2    | 2      | 2      | 6      |

### Medaillengewinner
| Disziplin | Gold       | Silber   | Bronze   |
| --------- | ---------- | -------- | -------- |
| Jungen    | Finnland   | Belarus  | Russland |
| Mädchen   | Tschechien | Schweden | Finnland |